# Julio Manegat
Julio Manegat (Barcelona, 4 de enero de 1922 - Ibíd., 9 de agosto de 2011) fue un escritor y periodista y crítico literario español.  

## Biografía
Hijo del periodista y escritor Luis Gonzaga Manegat Jiménez, realizó sus primeros estudios con los Hermanos Maristas de Barcelona y continuó en dos institutos de bachillerato de la misma ciudad.
Se licenció en Filosofía y Letras (Filología) en la Universidad de Barcelona y cursó los estudios profesionales de Periodismo. Colaborador en El Noticiero Universal desde 1946, y colaborador fijo, como crítico literario desde 1952. Redactor de dicho diario desde enero de 1953, articulista, crítico literario y teatral. Colaboró en numerosos diarios, revistas, emisoras radiofónicas y en Televisión Española.
Tiene más de 150 volúmenes de artículos publicados. Fue director de La Escuela Oficial de Periodismo de Barcelona desde su reinstauración en 1968 hasta su extinción diez años más tarde al crearse la Facultad de Periodismo.
En varias ocasiones ha sido miembro de la junta directiva de la Asociación de la Prensa de Barcelona, de la que durante cuatro años fue vicepresidente primero.
Julio Manegat fue durante cinco años secretario del Ateneo de Barcelona; fundador del Premio de la Crítica; miembro del jurado de innumerables concursos literarios y teatrales de carácter nacional; conferenciante en ateneos y cursos culturales de gran parte de España.
Algunos de sus libros han sido traducidos a varios idiomas. Ha prologado diversas obras de autores españoles y extranjeros.

## Obra
De su labor literaria destacan:
Teatro:
Una veintena de obras teatrales, de las que se estrenaron las siguientes:
- El viaje desconocido
- Todos los días
- El silencio de Dios
- Los fantasmas de mi cerebro (en colaboración con el escritor José María Gironella),
- Quirófano B
- Antes, algo, alguien…

Novela:
- La ciudad amarilla (1958)
- La feria vacía (1961)
- El pan y los peces (1963)
- Spanish Show (1967)
- Cerco de sombra (1971)
- Maíz para otras gallinas (1971)
- Amado mundo podrido (1976)

Relatos:
- Historias de los otros
- Ellos siguen pasando

Poesía:
- Canción en la sangre

Ensayo:
- La función crítica de la prensa, y en teatro (publicado) Todos los días, El silencio de Dios y Els nostres dies.

## Premios y reconocimientos
- Comendador de la Orden del Mérito Civil.

Entre los premios obtenidos destacan:
- Premio “AHR” a la labor de crítica literaria, de carácter nacional.
- Premio Nacional de Teatro por la labor de crítico teatral.
- Premio “Manuel de Montoliu” por la labor de crítica literaria; y numerosos premios en concursos de artículos, cuya numeración sería muy extensa.

Premios obtenidos por su labor literaria:
- “Ciudad de Barcelona”, con la obra La feria vacía,
- “Selecciones Lengua Española”, con El pan y los peces,
- “Ciudad de Gerona”, con Maíz para otras gallinas,
- Nacional de Teatro de la Real Academia Pontificia de Lérida con la obra Antes, algo, alguien,
- Pensionado de Literatura por la Fundación Juan March,
- “Hucha de plata” y “Hucha de Oro” por la narración El coleccionista

Sus novelas La ciudad amarilla y Spanish Show fueron finalistas, a un voto de distancia del ganador, del premio “Planeta”.